# Martin Tichý
Martin Tichý (* 7. Juni 1986 in Prag) ist ein tschechischer Beachvolleyballspieler.

## Karriere
Tichý war zunächst in verschiedenen Sportarten aktiv. Seinen ersten internationalen Auftritt als Beachvolleyballer hatte er 2004 bei der Junioren-Weltmeisterschaft in Porto Santo; dort wurde er mit Petr Nezdaril Neunter. 2005 trat das Duo noch bei zwei Challenger-Turnieren an, ehe Tichý ab 2006 mit Pavel Kolar antrat und seine ersten Turniere der Open-Serie absolvierte. 2008 spielte er mit Petr Beneš und belegte beim Grand Slam in Klagenfurt den neunten Rang.
Ende des Jahres kam Tichý bei den Mallorca Open schließlich mit seinem heutigen Partner Jan Dumek zusammen und erreichte in Manama als Neunter erstmals die Top Ten eines Open-Turniers. 2009 standen Dumek/Tichý im Endspiel um die tschechische Meisterschaft. Ein Jahr später qualifizierten sie sich zum ersten Mal für eine Europameisterschaft; beim Turnier in Berlin verpassten sie in einer Vorrunden-Gruppe mit drei punktgleichen Teams knapp das Weiterkommen. Im folgenden Jahr gewannen sie den nationalen Titel. Außerdem nahmen sie an der Universiade in Shenzhen teil und belegten den 13. Platz. Bei der EM 2012 in Scheveningen gelangten sie als Gruppendritter in die erste Hauptrunde, in der sie knapp den erfahrenen Niederländern Nummerdor/Schuil unterlagen.